# Lena Hjelm-Wallén
Lena Hjelm-Wallén   (Sala parish, 14 de gener de 1943) és una política sueca. El 1968, Hjelm-Wallén es va convertir en membre del Parlament suec (Riksdag) i va ocupar diversos càrrecs al gabinet, començant el 1974 com la ministra més jove fins a aquella data. Membre del partit socialdemòcrata, va exercir com a ministra d'Educació de 1982 a 1985, com a ministra d'Afers Exteriors de 1994 a 1998 i com a vicepresidenta del primer ministre de 1995 a 2002.
Ha estat presidenta del Consell d'Administració de l'Institut Internacional per la Democràcia i l'Assistència Electoral (IDEA), una organització intergovernamental amb 25 Estats membres l'objectiu dels quals és secundar un canvi democràtic sostenible a tot el món.